# ACS Ksar
El ACS Ksar es un equipo de fútbol de Mauritania que juega en la Liga mauritana de fútbol, la liga de fútbol más importante del país.

## Historia
Fue fundado en el año 1978 en la capital Nouakchott, aunque por un periodo de tiempo se llamaron ASC Sonader Ksar por razones de patrocinio; y es uno de los equipos más ganadores de Mauritania al acumular 5 títulos de liga y 3 de copa.
A nivel internacional han participado en 4 torneos continentales, en los cuales nunca han podido superar la primera ronda, así como una aparición en la Liga de Campeones Árabe del 2005/06, en donde tampoco pudieron superar la primera ronda.

## Palmarés
- Liga mauritana de fútbol: 5

1983, 1985, 1992, 1993, 2004
- Copa mauritana de fútbol: 4

1979, 1993, 1994, 2014
- Supercopa de Mauritania: 1

2014

## Participación en competiciones de la CAF
| Temporada | Torneo                            | Ronda      | Club             | Casa | Visita | Global |
| --------- | --------------------------------- | ---------- | ---------------- | ---- | ------ | ------ |
| 1980      | Recopa Africana                   | 1          | NA Hussein-Dey   | 1-0  | 0-7    | 1-7    |
| 1993      | Copa Africana de Clubes Campeones | Preliminar | Djoliba AC       | 1-1  | 0-1    | 1-2    |
| 1994      | Copa Africana de Clubes Campeones | Preliminar | Académica do Sal | 2-0  | 0-0    | 2-0    |
| 1994      | Copa Africana de Clubes Campeones | 1          | MC Oran          | 2-0  | 0-4    | 2-4    |
| 2005      | Liga de Campeones de la CAF       | 1          | FAR Rabat        | 1-0  | 0-4    | 1-4    |

## Participación en competiciones de la UAFA
- Liga de Campeones Árabe: 1 aparición

2005/06 - Primera ronda